# Уды
У́ды (укр. Уди, древнерус. название Донец) — река в Белгородской области России и Харьковской области Украины, правый приток Северского Донца.

## Описание

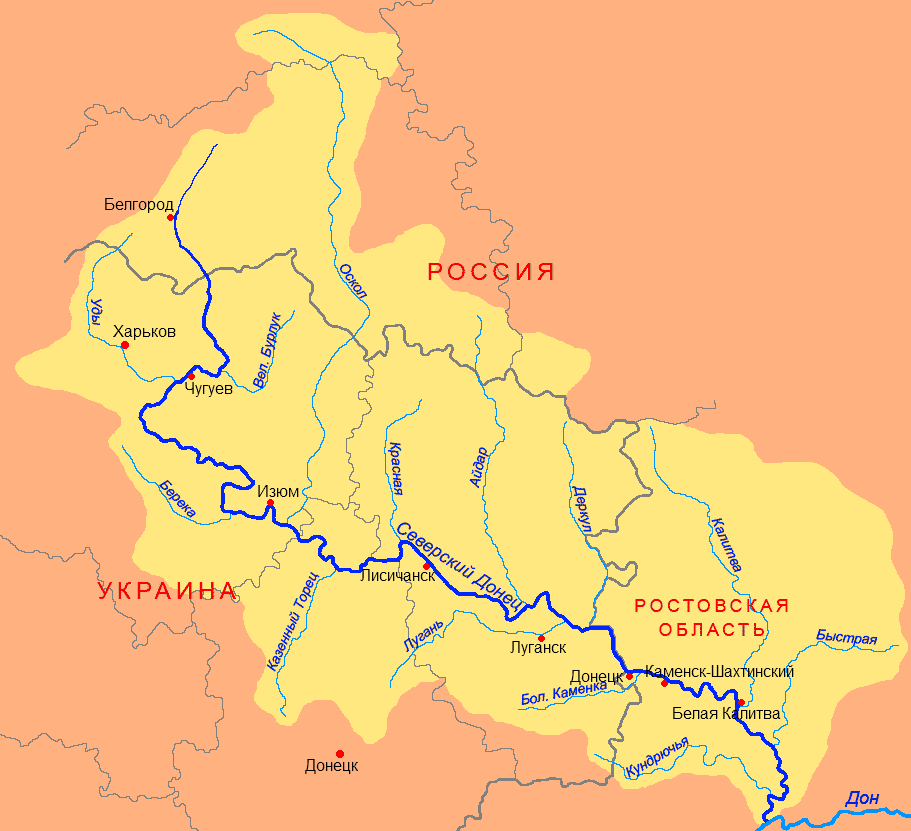
Бассейн Северского Донца

Длина реки более 164 км, площадь водосборного бассейна — 3894 км² (из них в пределах Украины — 127 км и 3460 км² соответственно). Река впадает в Северский Донец в 825 км от его устья.
Исток расположен в пределах водораздела Днепр — Дон к северу от села Бессоновка в Белгородском районе (Россия). На реке расположены пгт Золочев и село Уды, город Харьков (река протекает по окраинам города), древнерусское Донецкое городище, сёла Безлюдовка, Боровая и др.

## Характеристика бассейна
Бассейн реки расположен на юго-западных отрогах Среднерусской возвышенности. Поверхность территории представляет собой полого-волнистую равнину, расчленённую густой сетью балок и оврагов. Абсолютные отметки колеблются от 250 м в верхней части бассейна до 150 м в низовье. Преобладают эрозионные формы рельефа — долины, балки и овраги. Глубина эрозии 100—120 м в верхней части бассейна и 100—50 м в низовье. Большая часть бассейна распахана. Лесистость составляет 10 %, заболоченность — 1 %. Леса и болота приурочены в основном к поймам рек и балок.
Долина реки хорошо разработана, ширина её изменяется от 2—3 км в верхней части бассейна до 15—25 км у нижней, глубиной 85—100 м. Долина имеет хорошо выявленную асимметрию склонов: правый склон высокий и крутой с большим количеством балок и оврагов, а левый — пологий, низкий и террасированный. Выделяется от 3 до 8 террас. Наиболее молодая — луговая терраса, формирование которой продолжается. Пойма реки хорошо развита по всей длине реки, двухсторонняя, шириной от 0,3 до 3,5 км. Поверхность поймы ровная, используется под сенокосы и огороды, покрыта травянистой растительностью. В среднем и нижнем течении наблюдаются озёра-старицы и заболоченные участки; иногда встречается кустарниковая растительность.

## Гидрологическая характеристика русла
Речное русло слабо извилистое, шириной от 6 до 8 м, на отдельных участках — 20—35 м, глубиной 0,1—0,8 м (на плёсах до 1,0 м). В среднем и нижнем течении русло иногда разделяется на рукава. Дно русла в основном твёрдое, песчаное, иногда илистое. Берега высотой от 0,2 до 1,5 м, местами крутые и обрывистые, составлены супесями и суглинками.
Расход воды в 42 км от устья составляет 8,63 м³/сек. Уклон реки 0,64 м/км. В летнее время (до 3—4 месяцев) река в верховьях часто пересыхает.

## Режим реки
Питание реки в основном снеговое, меньшую роль играет дождевое и грунтовое питание. В период весеннего снеготаяния, обычно в начале марта, русло быстро наполняется, в отдельных участках река выходит из своих берегов и разливается на луговой террасе, превращаясь в крупную реку. На протяжении пяти-десяти дней уровень воды поднимается на 1,5—2 м, а в отдельные годы на 3 и более метров над меженным уровнем. Достигнув пика весеннего половодья, на реке начинает резко снижаться уровень воды и в конце апреля — начале мая устанавливается летне-осенняя межень, которую в отдельные годы нарушают кратковременные дождевые паводки, повышая уровень воды на 0,5—1,0 м. Наибольшее обмеление реки происходит в августе — сентябре, когда река на отдельных участках пересыхает. Осенние дожди немного повышают уровень реки, а зимой уровень снова снижается, особенное в конце декабря — начале января, когда река местами промерзает до дна. Замерзание реки происходит обычно в декабре. Толщина льда составляет 0,3—0,4 м, а в суровые зимы — до 0,5—0,6 м.

## Течение
Объекты на реке Уды (от истока к устью)
| Страна       | Область       | Расст. от устья, км | Расст. от истока, км | Название                  | Тип               | Примечание                         |
| ------------ | ------------- | ------------------- | -------------------- | ------------------------- | ----------------- | ---------------------------------- |
| Флаг России  | Белгородская  | 164                 | 0                    | Бессоновка                | исток             | Белгородский район                 |
| Флаг Украины | Харьковская   | 117                 | 47                   | Золочев                   | посёлок гор. типа | ← среднегод. расход 1,15 м³/сек    |
| Флаг Украины | Харьковская   | 105                 | 59                   | Рогозянское водохранилище |                   |                                    |
| Флаг Украины | Харьковская   | 91                  | 73                   | Рогозянка                 | правый приток     | длина 25 км, бассейн 164 км²       |
| Флаг Украины | Харьковская   | 80                  | 84                   | Криворотовка              | правый приток     | длина 16 км, бассейн 109 км²       |
| Флаг Украины | Харьковская   | 57                  | 107                  | Харьков                   | город             |                                    |
| Флаг Украины | город Харьков | 52                  | 112                  | Лопань                    | левый приток      | длина 93 км, бассейн 2000 км²      |
| Флаг Украины | Харьковская   | 42                  | 122                  | Безлюдовка                |                   | ← среднегод. расход 8,63 м³/сек    |
| Флаг Украины | Харьковская   | 30                  | 134                  | Студенок (верхний приток) | левый приток      | длина 15 км, бассейн 75 км²        |
| Флаг Украины | Харьковская   | 16                  | 148                  | Роганка                   | левый приток      | длина 31 км, бассейн 189 км²       |
| Флаг Украины | Харьковская   | 1                   | 163                  | Студёнок (нижний приток)  | левый приток      | длина 16 км, бассейн 80 км²        |
| Флаг Украины | Харьковская   | 0                   | 164                  | Эсхар                     | устье             | в 825 км от устья Северского Донца |

## Гидрологическая изученность
Систематические гидрологические наблюдения в бассейне реки Уды проводились в разное время на гидрологических постах Гидрометслужбы.
Гидрологические посты в бассейне р. Уды:
| № п/п | Река      | Пост              | Период наблюдений | Модуль стока, л/с*км² |
| ----- | --------- | ----------------- | ----------------- | --------------------- |
| 1     | Уды       | пгт. Золочев      | 1954-1964         | 2,96                  |
| 2     | Уды       | пгт Пересечное    | 1967-2009         | 3,25                  |
| 3     | Уды       | пгт. Бабаи        | 1929-1935         | 2,61                  |
| 4     | Уды       | пгт Безлюдовка    | 1958-2009         | 5,16                  |
| 5     | Рогозянка | с. Вел. Рогозянка | 1953-1965         | 3,09                  |
| 6     | Лопань    | с. Каз. Лопань    | 1956-2009         | 3,39                  |
| 7     | Харьков   | с. Циркуны        | 1963-2009         | 3,01                  |
| 8     | Харьков   | с. Бол. Даниловка | 1946-1961         | 2,74                  |

Также проектно-исследовательским институтом «Харьковгипроводхоз» в период 1991—1995 гг. была проведена паспортизация малых рек; при составлении паспортов рек производился расчёт гидрологических параметров, в том числе модуля стока.
Гидрологические параметры рек бассейна р. Уды:
| № п/п | Река             | Модуль стока, л/с*км² | Объём стока 50 % | Объём стока 75 % | Объём стока 95 % | Забор воды, млн м³ | Сброс воды, млн м³ |
| ----- | ---------------- | --------------------- | ---------------- | ---------------- | ---------------- | ------------------ | ------------------ |
| 1     | Уды              | 4,41                  | 483              | 382              | 279              | 72,1               | 244,4              |
| 2     | Рогозянка        | 3,00                  | 15,0             | 11,0             | 6.65             | -                  | -                  |
| 3     | Криворотовка     | 1.85                  | 6.38             | 3.74             | 1.63             | -                  | -                  |
| 4     | Люботинка        | 1,80                  | 1,97             | 1,26             | 0,60             | -                  | -                  |
| 5     | Лопань           | 1,93                  | 84,1             | 60,5             | 35,6             | 2,23               | 173,4              |
| 6     | Лозовенька       | 1,40                  | 2,71             | 0,24             | 0,16             | -                  | 0,002              |
| 7     | Харьков          | 3,03                  | 102              | 74,4             | 44,5             | 0,28               | 0,172              |
| 8     | Липец            | 2,90                  | 21,8             | 15,5             | 8,99             | -                  | -                  |
| 9     | Муром            | 2,95                  | 19,8             | 14,1             | 8,18             | -                  | -                  |
| 10    | Вялый            | 3,30                  | 6,24             | 4,46             | 2,58             | -                  | -                  |
| 11    | Немышля          | 3,30                  | 7,10             | 5,07             | 2,93             | -                  | 0,076              |
| 12    | Студенок (верх.) | 3,10                  | 4,64             | 2,94             | 1,38             | -                  | -                  |
| 13    | Роганка          | 2,05                  | 4,64             | 3,17             | 2,80             | -                  | 0,42               |

## Водопользование
Бассейн реки Уды занимает территорию центральной части Харьковской области, региона с широко развитой обрабатывающей и лёгкой промышленности, промышленностью строительных материалов и машинно-строительного комплекса. На территории бассейна расположено три города: Харьков, Дергачи, Люботин, 23 посёлка городского типа и 242 сельских населённых пункта. Река протекает по территории пяти административных районов Харьковской области и Харькова с общим население более 2,0 млн человек. Сельскохозяйственная специализация территории бассейна — зерновые, овощеводство, мясо-молочное животноводство, птицеводство, производство плодово-ягодной продукции.
Анализ водопользования в бассейне р. Уды по данным статистической отчётности 2-ТП (водхоз) показал, что за 2004 год забор воды составил 96,01 млн м³. Из этого объёма забор из поверхностных источников составил 72,10 млн м³, из подземных — 23,91 млн м³. Использование воды в 2004 году было 93,24 млн м³. Основное направление использования — это производственные нужды, на которое пошло 80,21 млн м³ (86,0 %). На хозяйственно-питьевое водоснабжение было использовано 12,27 млн м³ (13,1 %), на сельскохозяйственное водоснабжение — 0,62 млн м³ (0,66 %), на орошение сельхозугодий — 0,07 млн м³ (0,07 %).
Основными водопользователями являются Харьковские ТЭЦ-3 и ТЭЦ-5, Эсхаровская ТЭЦ-2 и другие крупные предприятия г. Харькова.
Водоотведение на протяжении 2004 года в бассейне р. Уды за данными отчётности 2-ТП (водхоз) составило 244,4 млн м³, в том числе загрязнённых 3,5 млн м³ (1,43 %). Наибольший объём возвратных вод был отведено предприятиями г. Харькова и Харьковского района, в первую очередь комплексами биологической очистки «Диканёвским» и «Безлюдовским», а также Роганским и Эсхаровским ПУЖКХ, санаторием «Берминводы» и Харьковская ТЭЦ-5.
Основное влияние на водный режим рек бассейна р. Уды оказывают Рогозянское водохранилище на р. Уды объёмом 15,0 млн м³, Травянское водохранилище (22 млн м³) на р. Харьков, Муромское водохранилище (14 млн м³) на р. Муром, Вяловское водохранилище (10 млн м³) на ручье Вялый, а также водоёмы, созданные на притоках реки Уды и искусственно созданные плотины в городе Харькове (Журавлёвская, Павловская, Новобаварская, Лопанская и Жихарская гидроузлы). В Белгородской области река также зарегулирована прудами и водохранилищами, наибольшее из них — Щетиновское площадью 100 га и объёмом 2,14 млн м³. В районе пгт Безлюдовка в реку сбрасываются сточные воды города Харькова, которые проходят очистку на Диканёвских и Безлюдовских комплексах биологической очистки.

## Качество воды
Сравнивая данные забора воды с поверхностных водных источников и водоотведение за 2004 год со средним объёмом стока рек различной обеспеченности, можно сделать вывод, что при обеспеченности 50 % в бассейне р. Уды забирается 15 % воды, а сбрасывается около 50 % имеющихся годовых водных ресурсов. В связи с этим река Уды является наиболее загрязнённой рекой Харьковской области. Класс качества воды реки до г. Харькова соответствует 3 «умеренно-загрязнённая», а ниже г. Харькова после принятия сточных вод класс качества воды реки изменяется до 5 «грязная».
Анализ современного состояния малых рек бассейна реки Уды и оценка степени их хозяйственного использования показали, что при маловодности и большой неравномерности речного стока интенсивное водопользование приведёт к истощению и значительному ухудшению качества водных ресурсов. Для рационального использования водных ресурсов необходим всесторонний анализ взаимосвязей всех компонентов ландшафтно-географической системы в целом, учёт их генезиса и свойств, закономерностей формирования и изменений под влиянием природных и антропогенных факторов. В дальнейшем, если не осуществлять соответствующих мероприятий, это может привести к их истощению и сверхнормативному загрязнению.

## Притоки
Река имеет большое количество притоков, среди которых наибольшими являются: Лопань (длина 96 км, площадь бассейна 2000 км²) с впадающей в неё рекой Харьков (длина 78 км, площадь водосбора 1120 км²), Рогозянка (25 км, 164 км²), Роганка (31 км, 189 км²), Студёнок (15 км, 80 км²).

## Происхождение названия
Уды — позднее средневековое название. Река в Древней Руси называлась Донец, как и стоявший на ней древнерусский город.
Лингвистические варианты происхождения позднего названия реки:
1. «Уд» = «вода», «река»[12].
2. «Уды» = рыболовные снасти (донки, переметы и пр.), ср. «удить» (рыбу). «Закидныя уды бывают и сандовы, самоловные (с насторожкой), клоковые (сомовьи), тычковые, шашковые»[13].
3. «Уды» = множественное число от «уд», мужской половой либо другой орган тела. «Член, часть тела, всякое отдельное, по наружности, орудие тела, как: нога, рука, палец и пр. (откуда удить или удеть, полнеть, а может быть и узы, связь, ужище»[13].

## Географические и исторические факты

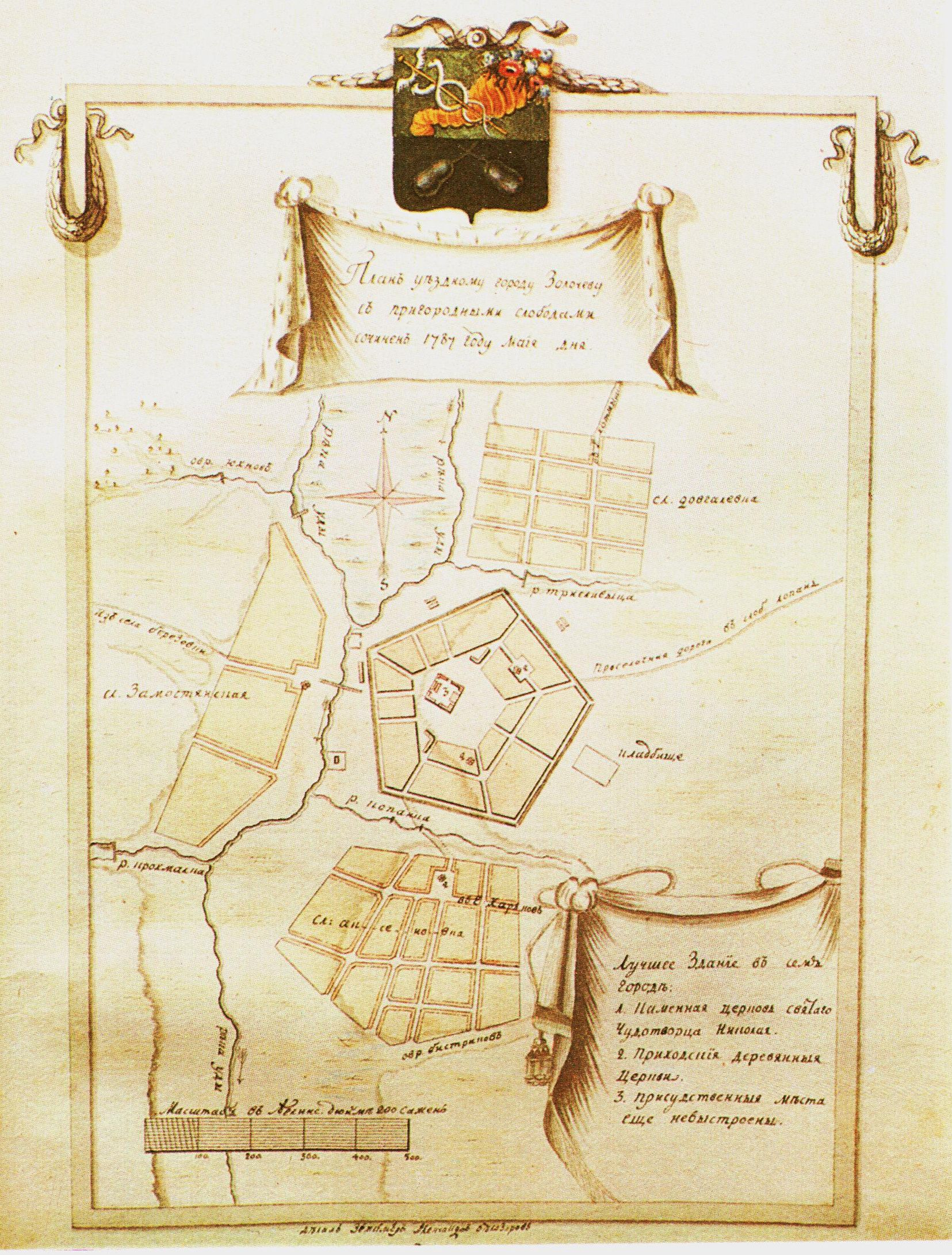
Уды в районе Золочева на карте 1787 года

- В городе Харьков сливаются три достаточно крупных реки — Харьков, Лопань, Уды, при этом более полноводная река всегда впадает в ме́ньшую. Река Харьков, собирающая воду с 1160 км², впадает в реку Лопань, которая к месту слияния имеет водосбор 840 км². Вскоре обе реки с площадью сбора воды 2000 км² впадают в реку Уды, которая до этого собирает воду всего с 1100 км²[11]. Это хорошо видно со спутника: широкая Лопань на Карачёвке впадает в узкие Уды.
- Долина реки Уды плотно заселена со II тысячелетия до н. э. На берегах реки находятся обычно расположенные на холмах многочисленные древние городища, самыми известными из которых являются Песочинское в Песочине, Харьковское на Университетской горке, Донецкое на Карачёвке, Хо́рошево в Хорошево.
- От Григоровки до устья, на протяжении около 100 км вдоль реки идёт сплошная агломерация — населённые пункты, практически переходящие друг в друга; из них города — древний Донец и современный Харьков, 14 пгт: Ольшаны (правый берег), Пересечная (л), Люботин (Старый, п, на р. Уды II), Коротич (п), Солоницевка (л), Песочин (л), Покотиловка (п), Жихарь (л), Бабаи (п), Хорошево (п), Безлюдовка (л), Васищево (л), Введенка (л), Новопокровка (л), Эсхар (п) и множество сёл[14]; при этом Пересечная, Люботин, Бабаи и Васищево основаны раньше современного Харькова.
- В Атласе автодорог Украины[15] 2008 года река названа Уда.
- На реке Уды существует одноимённое село Уды, основанное в 1685 году.
- Согласно «Топографическому описанию Харьковского наместничества» 1785 года, Уды — первая по длине из 33-х речек Харьковского округа (течёт 97 вёрст по его территории)[16].
- В Киевской Руси река Уды называлась Донец[11] и на ней стоял древнерусский, пограничный с половецкой степью (Дешт-и-Кипчаком) город Донец новгород-северского княжества. В свою очередь, современный Донец тогда назывался Дон.
- Всё, что сказано в «Слове о полку Игореве» про Донец, относится к реке Уды[2]; в частности, диалог Игоря Святославича с рекой[17].

## Галерея

Виды реки Уды
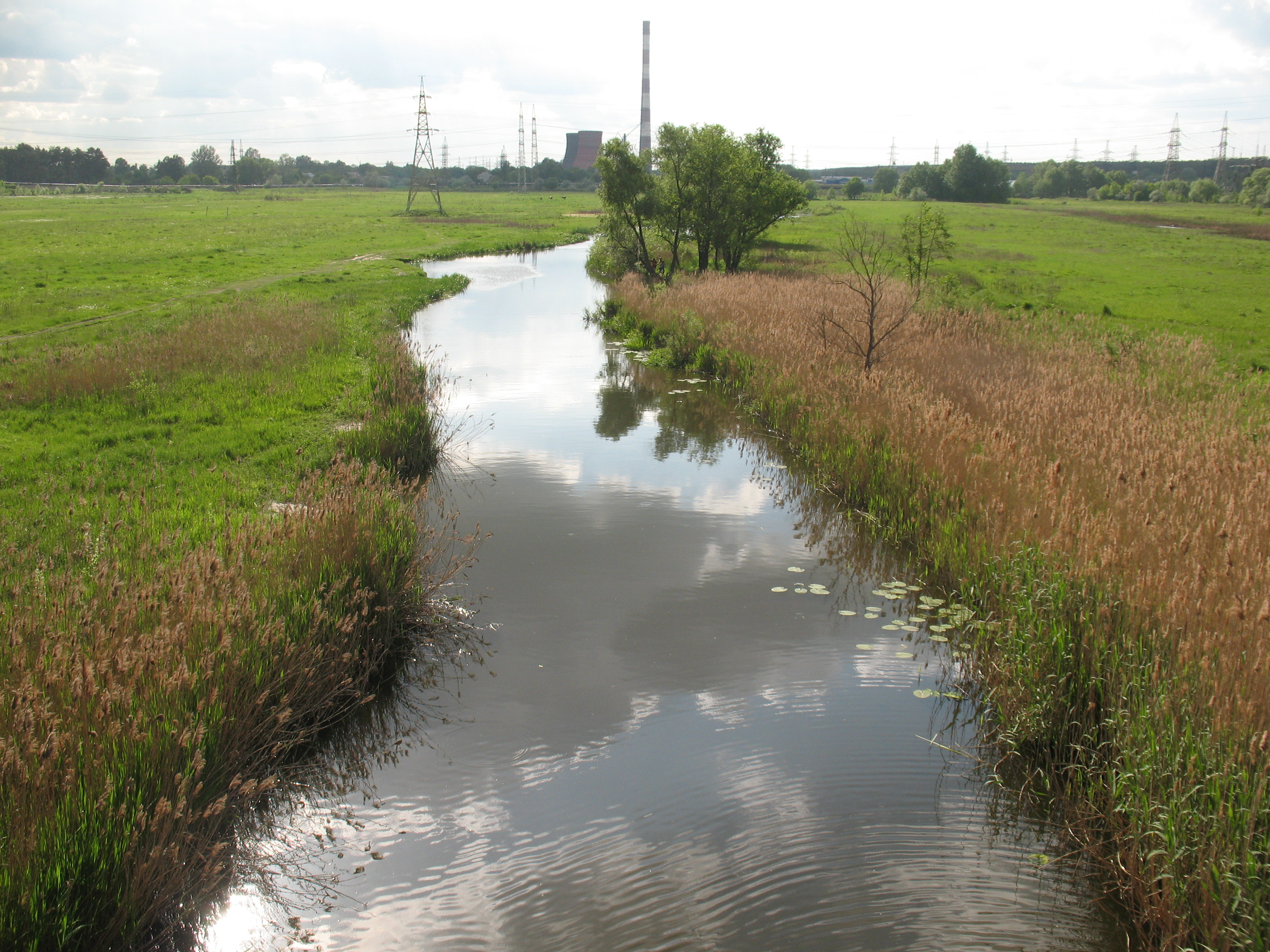
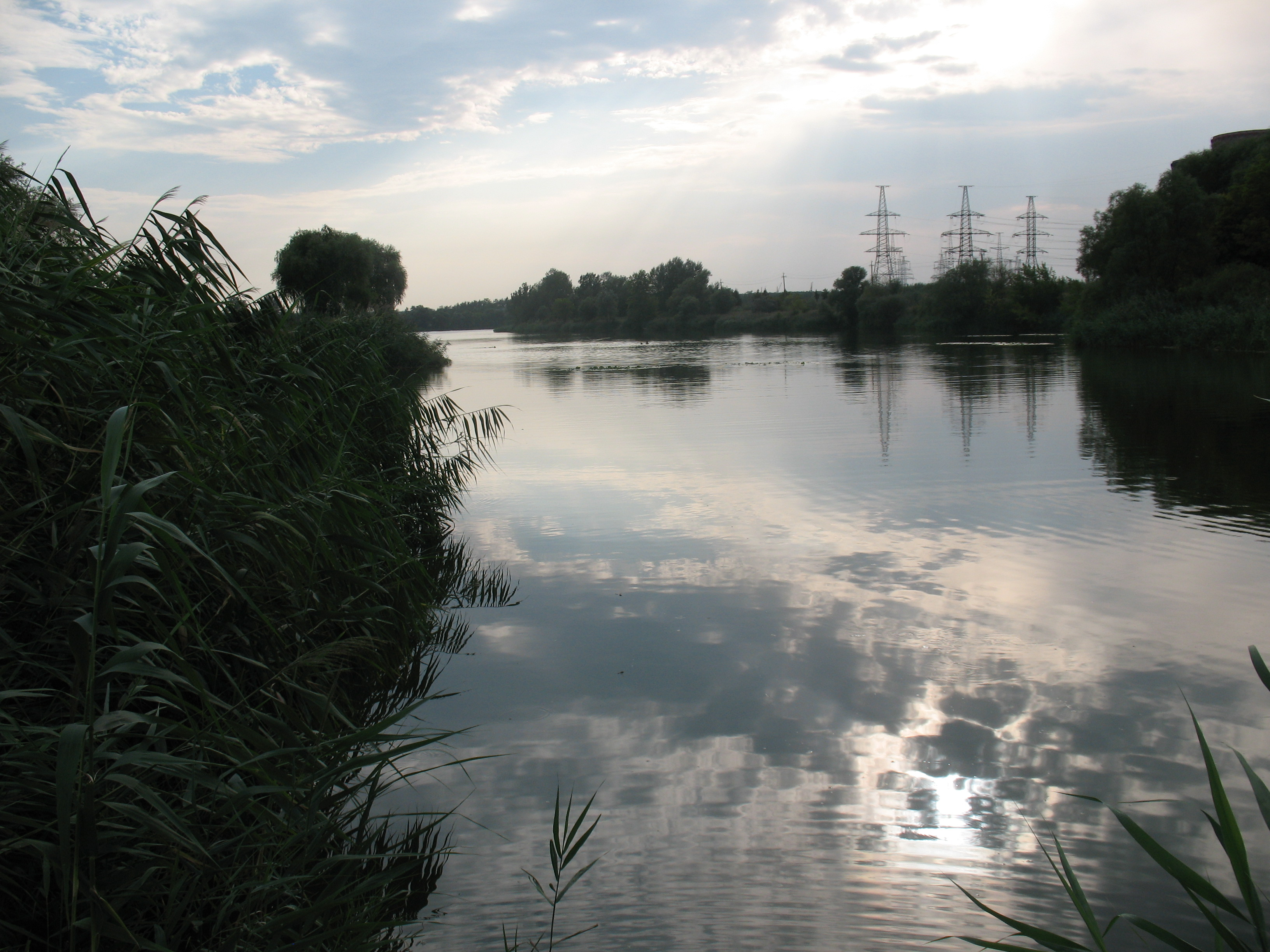
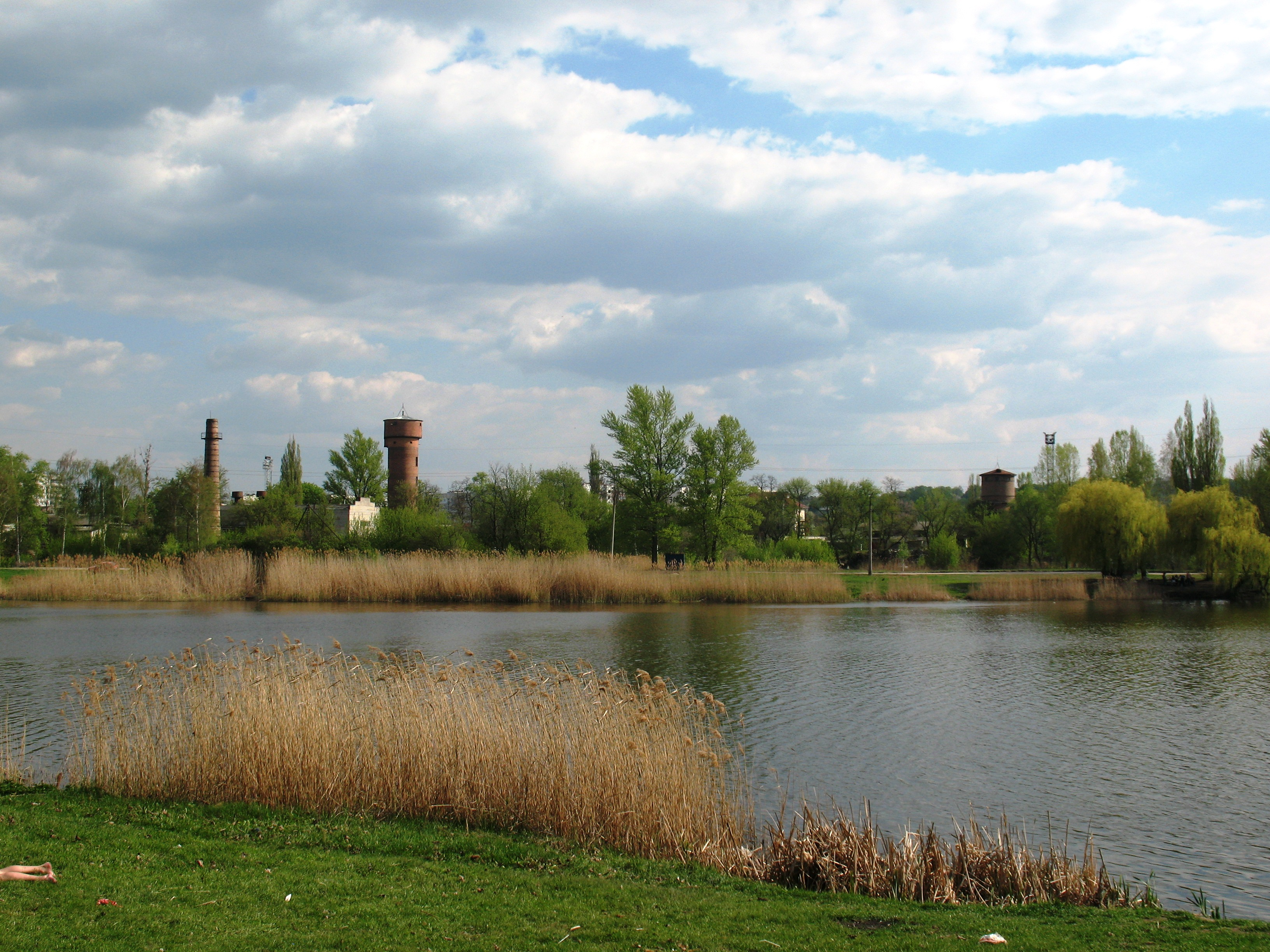
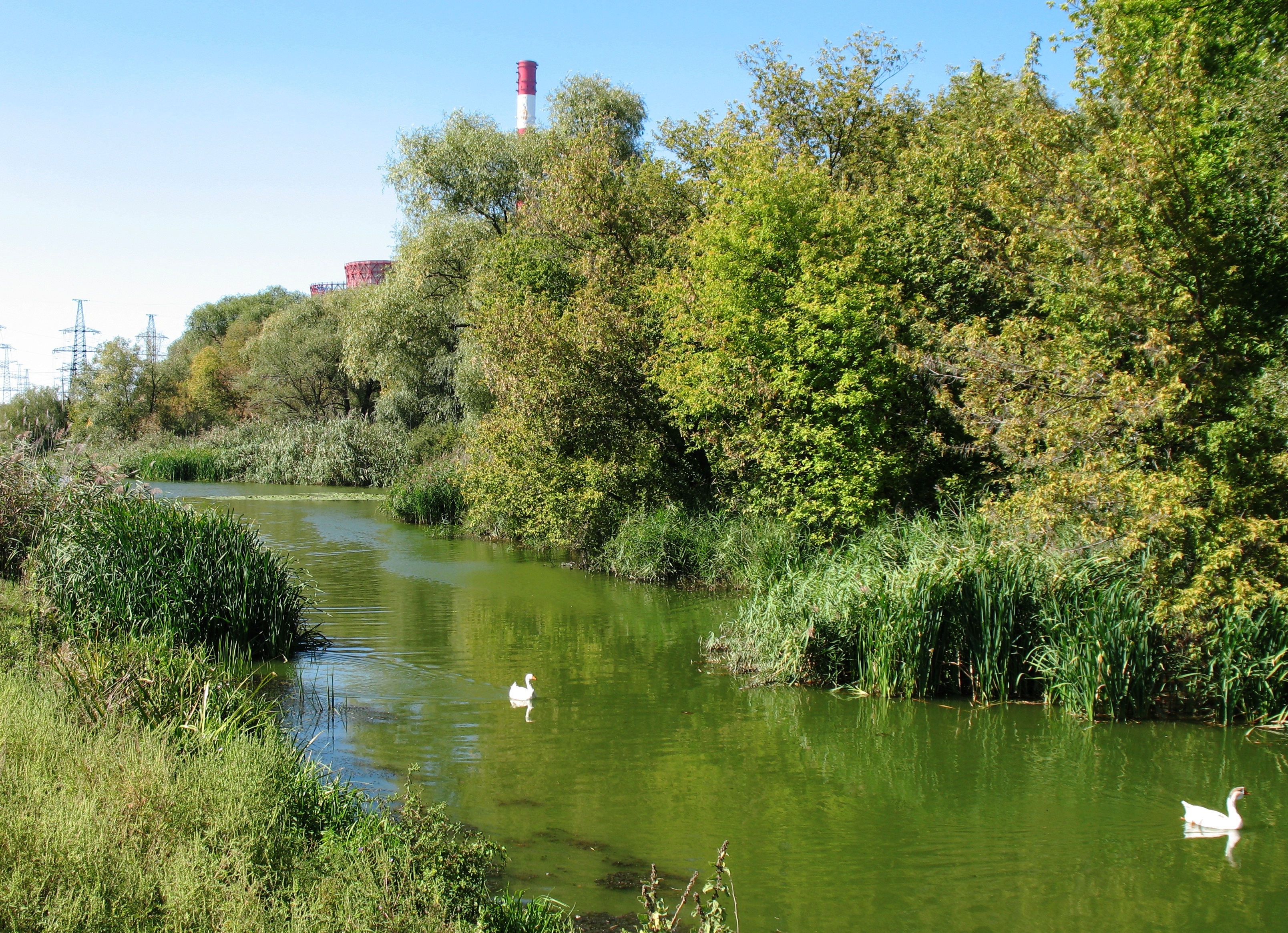